# Ortobicupolă triunghiulară alungită
În geometrie ortobicupola triunghiulară alungită sau prisma triunghiulară cantelată este un poliedru convex construit prin alungirea unei ortobicupole triunghiulare (J27) prin inserarea unei prisme hexagonale între cele două jumătăți. Este poliedrul Johnson J35. Având 20 de fețe, este un tip de icosaedru. Deoarece această denumire se referă de obicei la icosaedrul regulat, rareori este folosită fără precizări suplimentare.
Poliedrul rezultat este oarecum similar cu rombicuboctaedrul (unul dintre poliedrele arhimedice), cu diferența că are simetrie de rotație cu trei poziții în jurul axei sale în loc de simetrie cu patru poziții.

## Mărimi asociate
Următoarele formule pentru arie, A și volum, V sunt stabilite pentru lungimea laturilor tuturor poligoanelor (care sunt regulate) a:
{\displaystyle A=2(6+{\sqrt {3}})\,a^{2}\approx 15,464102\,a^{2},}
{\displaystyle V=\left({\frac {5{\sqrt {2}}}{3}}+{\frac {3{\sqrt {3}}}{2}}\right)\,a^{3}\approx 4,955099\,a^{3}.}

## Poliedre și faguri înrudiți
Ortobicupola triunghiulară alungită formează faguri cu tetraedre și piramide pătrate.